# Obsessed by Cruelty
Obsessed by Cruelty este albumul de debut al formației germane de thrash metal Sodom. Acesta a fost lansat în 1986. Există două versiuni diferite ale albumului, cea europeană și cea americană, ambele fiind lansate de casele de discuri Steamhammer și Metal Blade Records.

## Lansare
Există două versiuni ale albumului. Formația a fost obligată să înregistreze albumul de două ori, deoarece casa de discuri nu a fost mulțumită de înregistrarea originală. Prima versiune a fost înregistrată la Berlin și a fost lansată pe vinil în Statele Unite de Metal Blade Records în 1986. A doua versiune a fost înregistrată la Nürnberg și a fost lansată de Steamhammer Records în Germania în același an. Conform solistului Tom Angelripper, a doua înregistrare este „complet diferită” și conține o piesă bonus intitulată „After the Deluge”.
Versiunea originală a Obsessed by Cruelty a fost relansat împreună cu extended play-ul In the Sign of Evil⁠(d) în 1988 și sub formă de vinil de Vinyl Maniacs în 2005.

## Influență
Albumul a avut o influență puternică asupra genului black metal, la vremea respectivă încă în curs de dezvoltare. Fondatorul și chitaristul Mayhem, Euronymous, a descris primele albume Sodom și Destruction drept „capodopere ale black metalului”. Și-a numit casa de discuri Deathlike Silence Productions după cea de-a doua piesă a albumului. Fenriz, solistul formației Darkthrone, a declarat că Obsessed by Cruelty este „un album black metal foarte important pentru mine”.

## Lista pieselor
Toată melodiile sunt compuse de Chris Witchhunter, Michael Wulf, Tom Angelripper⁠(d), Uwe Christophers.
Versiunea americană
| Partea Obsessed |                        |         |  |
| Nr.             | Titlu                  | Lungime |  |
| 1.              | „Intro”                | 1:53    |  |
| 2.              | „Deathlike Silence”    | 5:06    |  |
| 3.              | „Brandish the Sceptre” | 2:56    |  |
| 4.              | „Proselytism Real”     | 3:31    |  |
| 5.              | „Equinox”              | 3:32    |  |

| Partea Cruelty  |                            |         |  |
| Nr.             | Titlu                      | Lungime |  |
| 6.              | „Obsessed by Cruelty”      | 5:47    |  |
| 7.              | „Fall of Majesty Town”     | 4:01    |  |
| 8.              | „Nuctemeron”               | 3:00    |  |
| 9.              | „Pretenders to the Throne” | 2:39    |  |
| 10.             | „Witchhammer”              | 2:02    |  |
| 11.             | „Volcanic Slut”            | 3:21    |  |
| Lungime totală: | Lungime totală:            | 37:48   |  |

Versiunea germană
| Partea A |                          |         |  |
| Nr.      | Titlu                    | Lungime |  |
| 1.       | „Intro (The Rebirth...)” | 0:56    |  |
| 2.       | „Deathlike Silence”      | 5:18    |  |
| 3.       | „Brandish the Sceptre”   | 2:56    |  |
| 4.       | „Proselytism Real”       | 3:25    |  |
| 5.       | „Equinox”                | 3:36    |  |
| 6.       | „After the Deluge”       | 4:54    |  |

| Partea B        |                            |         |  |
| Nr.             | Titlu                      | Lungime |  |
| 7.              | „Obsessed by Cruelty”      | 5:05    |  |
| 8.              | „Fall of Majesty Town”     | 4:04    |  |
| 9.              | „Nuctemeron”               | 3:02    |  |
| 10.             | „Pretenders to the Throne” | 2:37    |  |
| 11.             | „Witchhammer”              | 1:36    |  |
| 12.             | „Volcanic Slut”            | 2:58    |  |
| Lungime totală: | Lungime totală:            | 40:27   |  |

## Membrii formației

### Sodom
- Tom Angelripper – voce, bas
- Destructor – chitară (exceptând „After the Deluge”)
- Ahäthoor (Uwe Christophers) – chitară (doar pentru „After the Deluge”)
- Witchhunter – tobe

### Producție
- Bobby Bachinger – inginerie